# Slatina (Foča, BiH)
Slatina je naseljeno mjesto u općini Foči, Republika Srpska, BiH. Jugoistočno teče istoimena rijeka Slatina.
Slatina je 1962. povećana pripajanjem naselja Boljesarića, Kovačići (F), Prativa, Prijakovića, Šivšića, Vojvodića (F) i Vranjače. (Sl.list NRBiH, br.47/62).

## Stanovništvo
| Narod     | Popis 1961. | Popis 1971. | Popis 1981. | Popis 1991. |
| --------- | ----------- | ----------- | ----------- | ----------- |
| Hrvati    |             |             | 1           |             |
| Muslimani | 147         | 387         | 345         | 414         |
| Srbi      | 72          | 224         | 130         | 145         |
| ostali    | 8           | 10          | 18          |             |
| Ukupno    | 227         | 621         | 494         | 559         |